# Morang (huyện)
Morang (tiếng Nepal:मोरङ) là một huyện thuộc khu Kosi, vùng Đông Nepal, Nepal. Huyện này có diện tích 1855 km², dân số thời điểm năm 2011 là 965370[ người.

## Dân số
Biến động dân số giai đoạn 1952-2001:
| Năm    | 1971   | 1981   | 1991   | 2001   | 2011   |
| ------ | ------ | ------ | ------ | ------ | ------ |
| Dân số | 301557 | 534692 | 674823 | 843220 | 965370 |